# Langue des signes de Providencia
La langue des signes de Providencia (en espagnol : Lengua de señas de Providencia, LSP) est la langue des signes utilisée par les personnes sourdes et entendantes des îles colombiennes de San Andrés et de la Providence situées au large des côtes nicaraguayennes, dans la mer des Caraïbes.

## Prévalence de la surdité
La forte proportion de sourds (de plus de 0,28 % à 0,5 %) est sans doute causée par la consanguinité due à l'isolement. Les sourds sont assez bien intégrés dans les activités quotidiennes.

## Caractéristiques
La LSP n'a pas été influencée par les autres langues des signes. Elle diffère légèrement d'Est en Ouest avec des variations entre les villages, et on ne sait pas encore si les habitants de l'île de San Andrés utilisent la même langue.
Il n'existe pas d'alphabet manuel.